# Ben Torremans
Ben Torremans (* 16. Januar 1988) ist ein belgischer Eishockeyspieler, der seit 2005 bei HYC Herentals unter Vertrag steht und seit 2015 mit dem Klub in der belgisch-niederländischen BeNe League spielt.

## Karriere
Ben Torremans begann seine Karriere bei Olympia Heist op den Berg, für das er 2004 als 16-Jähriger in der belgischen Ehrendivision debütierte. 2005 wechselte er zum Ligakon kurrenten HYC Herentals. Mit den Flamen gewann er 2009 und 2012 den belgischen Meistertitel sowie 2012 und 2013 den Pokalwettbewerb. Von 2010 bis 2012 nahm er mit dem IHC zudem am belgisch-niederländischen North Sea Cup teil. Als dieser 2012 eingestellt wurde, wechselte er mit HYC in die spielstärkere niederländische Ehrendivision. Seit 2015 spielt er mit dem Klub in der belgisch-niederländischen BeNe League, die er 2016 gleich im ersten Anlauf gewinnen konnte. Zudem gewann er 2016 und 2017 mit HYC das Double aus Meisterschaft und Pokal.

### International
Im Juniorenbereich spielte Torremans mit Belgien bei den U18-Weltmeisterschaften der 2005 in der Division III und 2006 in der Division II sowie bei der U20-Weltmeisterschaft 2007, als er der beste Torvorbereiter des Turniers war, in der Division III.
Für die Belgische Herren-Nationalmannschaft nahm Torremans an den Weltmeisterschaften der Division II  2007, 2011, 2012, 2013 und 2014 teil, wobei 2012 der Aufstieg von der B- in die A-Gruppe gelang.

## Erfolge und Auszeichnungen
- 2005 Aufstieg in die Division II bei der U18-Weltmeisterschaft der Division III
- 2007 Aufstieg in die Division II bei der U20-Weltmeisterschaft der Division III
- 2007 Bester Torvorbereiter bei der U20-Weltmeisterschaft der Division III
- 2009 Belgischer Meister mit HYC Herentals
- 2012 Belgischer Meister und Pokalsieger mit HYC Herentals
- 2012 Aufstieg in die Division II, Gruppe A, bei der Weltmeisterschaft der Division II, Gruppe B
- 2013 Belgischer Pokalsieger mit HYC Herentals
- 2016 Gewinn der BeNe League mit HYC Herentals
- 2016 Belgischer Meister und Pokalsieger mit HYC Herentals
- 2017 Belgischer Meister und Pokalsieger mit HYC Herentals